# おはようテレワッサン
『おはようテレワッサン』は、1985年4月1日から1994年4月1日まで中京テレビで放送されていた朝の情報番組である。全2303回。

## 概要
中京テレビ初の本格的な朝の情報番組で、9年間にわたって放送されていた。番組タイトルは、テレビとクロワッサンを合わせた造語である。当初は名古屋のタレントプロダクションに所属するローカルタレントをキャスターに起用していたが、後に中京テレビの女性アナウンサーを起用するようになった。

## 放送時間
いずれも日本標準時。
- 月曜 - 金曜 6:30 - 7:00 （1985年4月1日 - 1992年3月27日） - 『NNN朝のニュース』（6:45 - 6:52）を内包。同ニュースには本編オープニング（天気カメラをバックに「○月○日○曜日 NNN」と表示されている時間）の途中から飛び乗っていた。ちなみに番組スタート前までは6:54のローカル天気飛び降り時刻まで放送していたため、本番組の放送開始によって本編が2分短縮されたことになる。
- 月曜 - 金曜 6:15 - 7:00 （1992年3月30日 - 1994年4月1日） - 『NNNニュースジパング』（6:16 - 6:25）を内包したことにより、放送枠が15分拡大。他の日本テレビ系列局で放送されていた『ジパングあさ6』については中京テレビでの放送は無し。

## 出演者

### キャスター
- 沖村充代
- 恵良純子
- 永井めぐみ
- 伊藤みか（当時中京テレビアナウンサー）
- 恩田千佐子（中京テレビアナウンサー）

### その他の主な出演者
- 北島美穂（当時中京テレビアナウンサー） - リポーターを担当。
- 小林美穂子（当時中京テレビアナウンサー）

## エンディングテーマ
- 忘れてあげない -Next- （井上昌己）

| 中京テレビ 平日6:15枠 | 中京テレビ 平日6:15枠                                                  | 中京テレビ 平日6:15枠                                           |
| 前番組 | 番組名                                                                 | 次番組                                                          |
| --- | ---------------------------------------------------------------------- | --------------------------------------------------------------- |
| 早見優のアメリカンキッズ （1988年4月4日 - 1992年3月27日） 【平日6:00枠へ移動】 | おはようテレワッサン （1992年3月30日 - 1994年4月1日） 【放送枠拡大分】 | おめざめワイド600 （1994年4月4日 - 1995年3月31日） ※6:00 - 7:00 |
| 中京テレビ 平日6:30枠 |                                                                        |                                                                 |
| スキーミニ番組 （1985年1月28日 - 1985年3月29日） ※6:30 - 6:35音楽ミニ番組 （1984年10月1日 - 1985年3月29日） ※6:35 - 6:45NNN朝のニュース （1979年3月5日 - 1985年3月29日） ※6:45 - 7:00 【内包番組化して存続】 | おはようテレワッサン （1985年4月1日 - 1994年4月1日）                   | おめざめワイド600 （1994年4月4日 - 1995年3月31日） ※6:00 - 7:00 |